# Magnetotelluryka
Metody magnetotelluryczne [MT] – zespół metod geoelektrycznych wykorzystujących harmonicznie zmienne pole elektromagnetyczne do rozpoznawania rozkładu oporności w ośrodku geologicznym. Pole źródłowe generowane jest poprzez naturalne procesy będące skutkiem oddziaływania wiatru słonecznego na jonosferę lub też propagację w atmosferze fali elektromagnetycznej wywołanej przez odległe wyładowania atmosferyczne. Badania MT najczęściej stosowane są do rozpoznawania głębokich struktur, takich jak systemy geotermalne, złoża wód pitnych i ropy naftowej. Metoda magnetotelluryczna pozwala na zobrazowanie rozkładu przewodnictwa kompleksów skalnych na głębokości od kilkunastu metrów do setek kilometrów. Im głębiej położona jednostka, tym większą miąższość musi posiadać, aby mogła zostać prawidłowo zlokalizowana i rozpoznana.

## Rodzaje metody magnetotellurycznej:[2]
Badania magnetotelluryczne wykonywane są w różnych wariantach metodycznych.
Badania magnetotelluryczne wykorzystujące źródło naturalne:
- MT – magnetotelluryka, zakres częstotliwości 1 Hz – 0.0001 Hz
- AMT – audiomagnetotelluryka, zakres częstotliwości 10kHz – 1 Hz

Badania magnetotelluryczne wykorzystujące źródło sztuczne:
- CSAMT – audiomagnetotelluryka z kontrolowanym źródłem, zakres częstotliwo ści 10kHz – 1 Hz

## Technika prac magnetotellurycznych.
Typowa stacja magnetotelluryczna składa się z dwóch prostopadłych dipoli elektrycznych (ogniw galwanicznych) oraz dwóch /trzech czujników magnetycznych (cewek) rozmieszczonych w różnych płaszczyznach. Do prawidłowej interpretacji danych konieczna jest również stacja bazowa złożona z jednostki pomiarowej oraz cewek. Pełni ona funkcję punktu referencyjnego. Stacja pomiarowa jest mobilna i umieszczona może być wszędzie, gdzie człowiek jest w stanie  dotrzeć pieszo. Ponieważ metoda ta nie jest wymagająca logistycznie, umożliwia ona przebadanie dużego obszaru we względnie krótkim czasie. Pomiary są nieinwazyjne i nie powodują szkód dla środowiska.